# Azimuth Hill (kulle i Antarktis, lat -63,75, long -58,28)
Azimuth Hill är en kulle i Antarktis. Den ligger i Västantarktis. Argentina, Chile och Storbritannien gör anspråk på området. Toppen på Azimuth Hill är 85 meter över havet.
Terrängen runt Azimuth Hill är kuperad åt nordväst, men söderut är den platt. Havet är nära Azimuth Hill åt sydost. Trakten är obefolkad. Det finns inga samhällen i närheten. 